# Robert Browning
Robert Browning (Camberwell, London, 1812. május 7. – Velence, Olaszország, 1889. december 12.) angol költő.

## Életpályája
Tennyson mellett a viktoriánus kor legjelentősebb költője. Elsősorban az emberi lélekben lejátszódó belső dráma érdekelte. Legjobb színdarabjai, így az Amerre Pippa járt (1841) inkább drámai költeménynek tekinthetők. Lírai költeményei (Csengettyűk és gránátalmák – sorozat, 1841-46) is erős drámaiságot sugároznak. Műveinek alakjai a félöntudat állapotában ontják monológjaikat („Browning-féle drámai monológ”), a lelkükben lezajló dráma mozzanatait epikus, színpadszerűtlen belső monologikus formában. A nehezen érthető darabok közé tartozik Sordello (1840) című költeménye. Kísérletező alkat, közelítette egymáshoz a három műnem világát, kifejezési lehetőségeit.
- Felesége: Elizabeth Barrett Browning.
- Fia: Robert Barrett-Browning, Penininek becézték.
- Testvére: Sarianna Browning.
- Eszményképe: Percy Bysshe Shelley.
- Hatása: Stephen King amerikai író Robert Browning: Roland vitéz a Setét Toronyhoz ért című műve hatására írta meg a Setét Torony sorozatot. Mind a 8 kötet elején szerepel Browning verse.

## Magyarul
- Amerre Pippa jár. Dráma; ford. Reichard Piroska; Kner, Gyoma, 1922 (Monumenta literarum)
- Egy erkélyen. Drámai költemény; ford. Rózsa Dezső; Rózsavölgyi, Bp., 1933
- És Pippa énekel. Drámai költemény; ford., utószó Szász Imre; Magyar Helikon, Bp., 1961
- Tébolyda-cella. Robert Browning versei; vál., utószó, jegyz. Tótfalusi István, ford. Babits Mihály et al.; Európa, Bp., 1972
- Robert Browning versei; ford. Babits Mihály et al., vál., jegyz. Tótfalusi István; Európa, Bp., 1981 (Lyra mundi)